# Stephan Letter
Stephan Letter (Herdecke, 17 september 1978) is een Duits seriemoordenaar die ten minste 28 doden op zijn naam heeft staan. Zijn slachtoffers waren bejaarde mensen in een ziekenhuis in Sonthofen, waar hij als verpleger werkte.
Letter werd in december 2006 schuldig bevonden aan twaalf gevallen van moord, vijftien maal doodslag en één zaak van hulp bij doding plus poging tot doodslag. Hij zit daarvoor een levenslange gevangenisstraf uit. Rechter Harry Rechner bepaalde bovendien dat er geen maximumlengte aan het vonnis gehecht wordt, zodat Letter niet na vijftien jaar vrij kan komen wegens goed gedrag.

## Opsporing & veroordeling
De verdenking dat Letter mensen injecteerde met fatale mixes van anesthetica en spierverslappers rees voor het eerst in 2004. Forensisch onderzoekers groeven vervolgens meer dan veertig overledenen op die waren gestorven tijdens zijn diensten. Letter zou later verklaren dat hij uit genade had gedood. Veel van zijn slachtoffers bleken echter pas opgenomen mensen, bij wie dokters nog geen diagnose hadden gesteld. Een andere bewering van Letter was dat hij ernstige pijn wegnam en reageerde op verzoeken voor een snelle dood. Ook dit werd in de meeste gevallen als niet-plausibel beschouwd. Pilar Del Rio Peinador (73) was bijvoorbeeld alweer zover opgeknapt dat ze een vakantie plande in haar vaderland Spanje, toen ze de dodelijke injectie ontving.